# Adam Pine
Adam Robert Pine (Lismore, 28 de febrero de 1976) es un nadador australiano retirado especializado en pruebas de estilo libre, donde consiguió ser subcampeón mundial en 1998 en los 4 x 100 metros estilo libre.

## Carrera deportiva
En el Campeonato Mundial de Natación de 1998 celebrado en Perth (Australia), ganó la medalla de plata en los relevos de 4 x 100 metros estilo libre, con un tiempo de 3:16.97 segundos, tras Estados Unidos (oro con 3:16.69 segundos) y por delante de Rusia (bronce con 3:18.45 segundos).